# Richard de Talbot (normando)
Richard de Talbot también Richard Talebot (c. 1050-Badleslane, 1086) fue un caballero normando que participó en el contingente de Robert Grandbois de Stuteville en la batalla de Hastings, arropando la causa de Guillermo el Bastardo en la conquista normanda de Inglaterra. Era hijo de Guillermo de Talbot (Le Sire, c. 1030-1066), de Cleuville (Caux) y de ascendencia prácticamente desconocida. Guillermo fue el primer referente de la familia de Talbot, y benefactor de la abadía del Monte Saint-Michel en Tréport (1059). 
Richard era vasallo de Walter II Giffard, conde de Buckingham, hijo de Walter Giffard de Barbastre y feudatario de nueve de sus posesiones según el Libro Domesday. En Inglaterra tuvo su propio feudo en Badleslane, Bedfordshire. Es el ascendiente directo de los condes de Tyrconnell en Irlanda.

## Herencia
Se casó en 1069 con Aimée de Gournay (Amicie d'Aubigny, c. 1058-1132), una hija de Hugo III de Gournay (c. 1020-1093) y Basilia Flaitel (c. 1058-1132), hija de Gerard Flaitel. Fruto de esa relación nacieron varios hijos:
- Hugo de Talbot (c. 1075-?), vasallo de Hugo de Gournay y castellano del castillo de Plessy (1119). Marido de Beatrice de Mandeville (c. 1105-1197), una hija de Guillermo de Mandeville. Algunos historiadores apuntan que también fue esposo de María de Francia;[7][8][9]
- Geoffrey Talbot (Swanscombe) (m. 1129);
- Editha Talbot (c. 1087-?).